# ماركو نيكوليتش (لاعب كرة قدم)
ماركو نيكوليتش (بالسويدية: Marko Nikolić) (17 سبتمبر 1997 في السويد - ) هو لاعب كرة قدم سويدي في مركز الهجوم. شارك مع منتخب السويد تحت 17 سنة لكرة القدم ومنتخب السويد تحت 19 سنة لكرة القدم. أما مع النوادي، فقد لعب مع أيك سولنا.

## وصلات خارجية
- ماركو نيكوليتش على موقع اتحاد السويد (السويدية)
- ماركو نيكوليتش على موقع قاعدة بيانات كرة القدم.إي يو (الإنجليزية)
- ماركو نيكوليتش على موقع Soccerway.com (الإنجليزية)